# Nürburgring
Nürburgring je trkača staza u Njemačkoj, te je trenutno domaćin Velike nagrade Eifela u Formuli 1. Izgradnja prve, dugačke i zastrašujuće Nordschleife (sjeverna petlja) izvedbe staze Nürburgring završena je u proljeće 1927. godine u blizini srednjovjekovnog Nürburg dvorca u podnožju Eifel planina, kao veliki projekt tadašnjeg ustrojstva države. Pod hitno su trebala nova radna mjesta nakon rata, a njemačka autoindustrija nije imala pravi testni poligon osim novoizgrađenih dijelova autobahna. Sjeverna petlja bila je duga 28 kilometara s više od 300 metara visinske razlike. Staru stazu je Jackie Stewart nazivao ”zelenim paklom”. Stara staza je imala četiri konfiguracije, sjevernu, istočnu, ciljnu i betonsku petlju. U periodu od 1982. do 1983. godine izgrađena je nova staza, a stara, sjeverna petlja, se i dalje koristi za različita utrkivanja, testiranja, te je otvorena i za turističke posjete.

## Nordschleife

### Formula 1
Nordschleife se kalendaru Svjetskog prvenstva Formule 1 pridružila 1951. godine, ugostivši prvu Veliku nagradu Njemačke modernog doba. Prvu sezonu Njemačka je propustila zbog zabrane učešća u međunarodnim sportskim natjecanjima do 1951. godine. Nordschleife staza, koja će dijelom kasnije biti Nürburgring kakav danas poznajemo, bila je izazovna i opasna staza, na kojoj je u eri Svjetskog prvenstva prvi put pobijedio Alberto Ascari, što je ujedno i njegova prva pobjeda u Formuli 1. Od 1951. godine Nordschleife staza bila je redovan domaćin utrka za Veliku nagradu Njemačke, s izuzetkom 1959. godine, kada se vozilo na stazi AVUS u Berlinu.
Kako su se poboljšavale performanse bolida, tako su staze poput Nordschleifea postajale opasnije za sve brže bolide Formule 1. Godine 1967. Hohenrain šikana je dodana prije startno ciljne ravnine kako bi se smanjila brzina bolida po ulasku u pit lane. Navedena šikana je još povećala dužinu staze za 25 metara. Čak ni izmjene koje bi usporile stazu nisu spriječile Jackieja Stewarta da ju naziva zelenim paklom nakon što je pobijedio 1968. godine, na utrci praćenoj jakom kišom i gustom maglom. Godine 1970., nakon pogibije Piersa Couragea na stazi Zandvoort, vozači su odlučili bojkotirati Nürburgring ako se ne urade značajne izmjene koje će povećati sigurnost na stazi, izmjene kakvim se pristupilo na stazi Spa godinu ranije. Kako nije bilo moguće izvesti bilo kakve izmjene u tako kratkom vremenu, Velika nagrada Njemačke 1970. godine održana je na već renoviranoj stazi Hockenheimring.
U skladu sa zahtjevima vozača Nordschleife staza je renovirana, poravnate su izbočine i staza je izglađena, a ugrađene su i zaštitne barijere. Staza je ispravljena, smanjen je broj zavoja i Nürburgring je bio spreman za ugostiti još šest utrka za Veliku nagradu Njemačke u periodu od 1971. do 1976. godine. Kroz tih šest godina na stazi su se radile i druga poboljšanja, ukidali su se ”skokovi”, staza se širila i ispravljala, no staza je dalje bila okružena zelenilom, dugačka i opasna za voziti. Zahtjeve vozača i FIA-e za dodatne modifikacije bilo je teško ispuniti, koliko zbog enormnih troškova, toliko i zbog krajolika u kojem je sama staza smještena. Staza Nordschleife je svojom konfiguracijom zahtijevala gotovo pet puta više osoblja na stazi nego neke druge staze u kalendaru, a i medijsko praćenje utrke je bilo izuzetno komplicirano i gotovo neisplativo. Zbog svega navedenog i nesreće koja se dogodila Nikiju Laudi 1976. godine, utrka održana te godine bila je posljednja utrka na sjevernoj petlji Nürburgring staze.

## Vanjske poveznice
Nürburgring – StatsF1